# SALe Legnano
L'acronimo S.A.Le. ha identificato gli spazi espositivi della città lombarda di Legnano che hanno trovato spazio all'interno di Palazzo Leone da Perego, che è stato attivo dal 2000, e all'interno del Castello visconteo, che ha aperto alle mostre a partire dal 2007. Ha terminato le sue attività nel 2012, quando è stato assorbito all'interno del portale cultura della città.

## Storia
Gli spazi espositivi S.A.Le. sono stati istituiti nel 2000. Dal 2003 il critico Flavio Arensi ha curato l'attività artistica degli spazi espositivi comunali, insieme agli uffici dell'Assessorato alla Cultura, seguendo un percorso preciso di indagine, che ha prediletto il recupero e la valorizzazione di maestri o tematiche inusuali, in cui l'umanità è stata al centro del dibattito critico, sulla scia di studiosi come Giovanni Testori o Luigi Carluccio. 
Dal 2007 a Palazzo Leone da Perego si è aggiunta - sempre gestita dal comune - la Pinacoteca del Castello, dove è stato adibito uno spazio (Spazio Dovevaccadere) destinato esclusivamente alla promozione di giovane artisti. Nel corso degli anni vari editori hanno pubblicato i volumi relativi alle mostre, Charta, Silvana editoriale, e dal 2008 Allemandi. 
Nel 2012 l'attività espositiva diretta da Flavio Arensi si è conclusa e anche l'attività di SALe è stata sospesa venendo poi assorbita all'interno del portale cultura della città.
A partire dal 2009 l'Amministrazione ha chiamato alcuni giovani critici nell'organizzazione e studio delle mostre d'arte, riunendoli sotto l'appellativo Officina del SALe.

## Attività espositiva

### Palazzo Leone da Perego
Monografiche
- Doveva Accadere: William Congdon in Lombardia 1979/1988 - A cura di Paolo Mangini - 16 dicembre 2000 – 31 gennaio 2001
- Franco Francese – Opere 1944/1995 - A cura di Mauro Corradini - 25 maggio – 30 giugno 2002
- Gianfranco Ferroni – Diario esistenziale - A cura di Flavio Arensi - 9 maggio – 27 giugno 2004
- Lucio Fontana – Opere - A cura di Paolo Campiglio - 6 novembre 2004 – 30 gennaio 2005
- Alfredo Chighine – Il mistero della pittura - A cura di Flavio Arensi - 16 aprile – 18 giugno 2005
- Bergolli e il suo tempo - A cura di Alberto Montrasio, Flavio Arensi - 3 dicembre 2005 – 5 febbraio 2006
- Attilio Rossi – La condizione umana - A cura di Luciano Caramel - 18 novembre 2006 – 20 gennaio 2007
- Willy Varlin, L'ironia, la cenere, il niente - A cura di Flavio Arensi - 28 aprile – 5 luglio 2007
- Leonardo Cremonini. 1945-1950, gli anni di Brera - A cura di Flavio Arensi - 3 maggio – 6 luglio 2008
- Ipoustéguy. Eros+Thanatos - A cura di Flavio Arensi e Pascal Odille - 25 ottobre 2008 – 1º febbraio 2008
- James Ensor - A cura di Flavio Arensi e Xavier Tricot - 18 aprile 2009 – 28 giugno 2009
- Roberto Matta. L'entrée est a la sortie - A cura di Flavio Arensi e Alberto Zanchetta - 24 ottobre 2009 – 10 gennaio 2010
- Auguste Rodin. Le origini del genio (1864-1884) - A cura di Flavio Arensi e Aline Magnien - 20 novembre – 20 marzo 2010
- Zoran Mušič. Se questo è un uomo - a cura di Flavio Arensi - 19 novembre 2011 - 19 febbraio 2012
- Daniele Galliano. Urbi et Orbi - - a cura di Luca Beatrice - 19 novembre 2011 - 19 febbraio 2012

Pitture collettive
- Il colore delle ciminiere - A cura di Fabrizio Rovesti - 12 maggio – 17 giugno 2001
- Periscopio 2002 – rassegna di giovani artisti - A cura di Paolo Campiglio, Francesco Tedeschi - 15 novembre – 15 dicembre 2002
- Giovanni Testori – Un ritratto – l'omaggio di 40 artisti contemporanei - A cura di Flavio Arensi - 10 maggio – 29 giugno 2003
- Realismo Olandese. Dalle avanguardie magiche alle ultime generazioni. - A cura di Flavio Arensi, Yildith Della Coletta, Caroline Vos - 23 febbraio – 20 aprile 2008

Fotografia
- Joel Meyerowitz – La natura delle città – New York, Atlanta, San Pietroburgo - A cura di Claudio Martino - 1º dicembre 2001 – 31 gennaio 2002
- André Kertész – Lo stupore della vita - A cura di Claudio Martino - 22 febbraio – 30 marzo 2003
- Giovanni Chiaramonte – Abitare il mondo – EuropE - A cura di Claudio Martino - 14 marzo – 25 aprile 2004

Incisione
- Georges Rouault – Il miserere - A cura di Mauro Corradini - 2 marzo – 7 aprile 2002
- Federica Galli – 50 anni di incisione - A cura di Marco Fragonara - 19 ottobre – 14 dicembre 2003
- Käthe Kollwitz – L'opera incisa - A cura di Flavio Arensi, Micaela Mander - 8 aprile – 25 giugno 2006

### Castello di Legnano
Monografiche

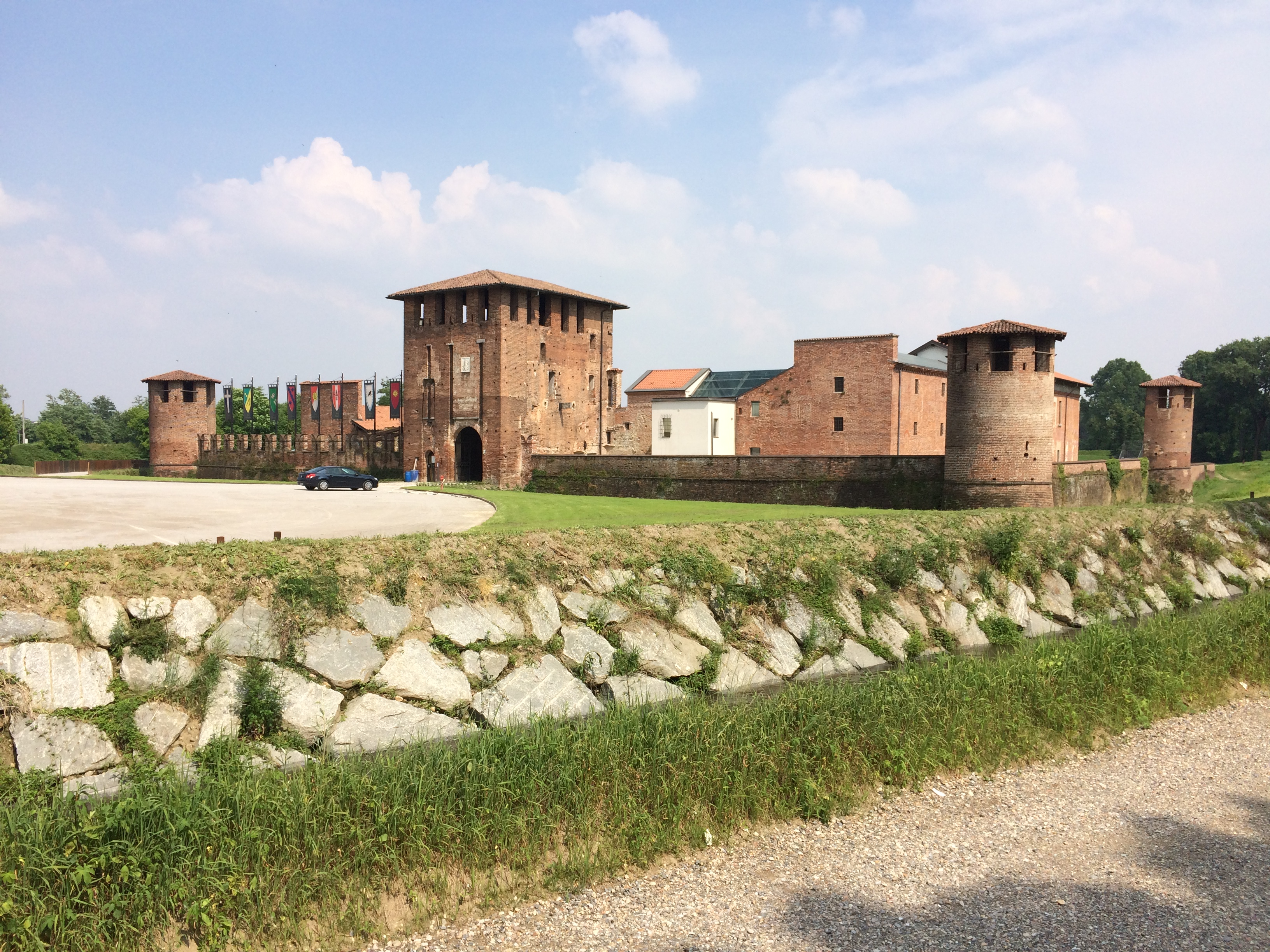
Il Castello di Legnano

- Jean Rustin. Celeste/Psichiatrico/Erotico - A cura di Flavio Arensi, Maurice Verbaet - 14 aprile - 1º luglio 2007
- Carol Rama. Self-portrait - A cura di Flavio Arensi, Alexandra Wetzel - 14 aprile - 1º luglio 2007
- Tino Vaglieri - A cura di Flavio Arensi e Arianna Beretta - 18 aprile 2009 – 28 giugno 2009
- Aligi Sassu. Uomini Rossi - A cura di Flavio Arensi e Gabriele Francesco Sassone - 24 ottobre 2009 – 10 gennaio 2010

Incisione
- Goya. Capolavori incisi - A cura di Flavio Arensi e Francesco Garrone - 16 dicembre - 1º aprile 2007

### Spazio Dovevaccadere - Giovani artisti
Monografiche
- Marco Mazzoni. Antropologia di un cannibale - A cura di Flavio Arensi - 3 maggio - 6 luglio 2008
- Francesco Albano. Bestiario quotidiano - A cura di Flavio Arensi e Stefano Castelli - 15 novembre 2008 – 1º febbraio 2009
- Marta Sesana - A cura di Flavio Arensi - 18 aprile 2009 – 28 giugno 2009
- Enrico Savi. Luoghi dell'immaginario - A cura di Flavio Arensi e Laura Luppi - 24 ottobre 2009 – 10 gennaio 2010